# Манастир Лепенац
Манастир Лепенац је мушки манастир Епархије крушевачке Српске православне цркве из 15. века. Манастир се налази на десној обали реке Расине, и удаљен је од главног пута Брус-Крушевац свега 700 метара. Манастир посвећен Светом Стефану спада у једне од највећих и најлепших манастира Моравске школе и тог времена уопште.
Представља непокретно културно добро као споменик културе.

## Прошлост манастира
Манастир је саградио непознати ктитор, а изградња се одвијала у два наврата. Темељи манастира никли су у 14. веку, али због смрти ктитора, зид цркве био је изграђен свега три метра висине. Након краћег периода, настављена је изградња манастира али са скромним уметничким и материјалним могућностима. Комунисти су убили игумана манастира Лепенца, Игњатија Марковића, 1944. године. Убили су га у Ђеракарама, а његово мртво и унакажено тело су бацили у неку јаругу. Тело никада није пронађено, а кости су однеле водене бујице.

## Манастирска црква
Манастирска црква је имала основу сажетог триконхоса са припратом и кубе које је требало да почива на пиластрима. Све апсиде су споља вишестране, изнутра полукружне. Са дужином од преко 20 м представља једну од највећих грађевина моравске школе. Старији начин зидања по узору на споменике моравске школе сачуван је у висини од око 2 м.
Манастир је од велике важности за целу Бруску општину као културно, верско и туристичко место. Такође, манастир је неколико пута обнављан, а задња већа обнова била је седамдесетих година 20. века.